# Тапино (Кампобасо)
Тапино је насеље у Италији у округу Кампобасо, региону Молизе.
Према процени из 2011. у насељу је живело 119 становника. Насеље се налази на надморској висини од 827 м.